# Sardanas en la fuente de san Roque de Olot
Sardanas en la fuente de San Roque de Olot es una pintura al óleo realizada por Ramón Casas en 1901, en Barcelona, y que actualmente pertenece a la colección del Círculo del Liceo, donde se muestra en su conocida Sala Rotonda.